# GSC3018-248
GSC3018-248 — хімічно пекулярна зоря спектрального класу B5, що має видиму зоряну величину в смузі V приблизно 11,6.
Вона  розташована на відстані близько 20384,8 світлових років від Сонця.